# Fergus O'Dowd
Fergus O'Dowd (né le 1er septembre 1948) est un homme politique irlandais du Fine Gael qui est Teachta Dála (TD) pour la circonscription de Louth depuis les élections générales de 2002. Il est nommé président du Comité sur la mise en œuvre de l'accord du Vendredi saint en septembre 2020. Il est auparavant président de la commission des transports, du tourisme et du sport de 2017 à 2020 et ministre d'État de 2011 à 2014,.

## Jeunesse
O'Dowd est né à Thurles, dans le comté de Tipperary, en 1948. Il fait ses études chez les Frères Chrétiens de Drogheda, dans le comté de Louth.

## Carrière politique
Il est élu pour la première fois au conseil municipal de Drogheda en 1974 en tant que membre du Parti travailliste, puis au conseil du comté de Louth en 1979, siégeant au conseil du comté jusqu'en 2003. Il se présente aux élections générales de 1977 en tant que candidat du Parti travailliste, mais n'est pas élu. En 1982, O'Dowd quitte le Parti travailliste et rejoint le Fine Gael,. Il exerce trois mandats en tant que président du conseil municipal de Drogheda : 1977-1978, 1981-1982 et 1994-1995.
Enseignant avant de se lancer en politique, O'Dowd est élu au Seanad Éireann en tant que sénateur du comité administratif en 1997. Il est élu pour la première fois au Dáil Éireann lors des élections générales de 2002, à sa quatrième tentative. Il est immédiatement nommé porte-parole du Fine Gael pour les affaires communautaires, rurales et Gaeltacht. Il est porte-parole du parti pour l'environnement, le patrimoine et le gouvernement local de 2004 à 2007, ainsi que pour les transports et la marine de 2007 à 2010. En juin 2010, il soutient la candidature de Richard Bruton face à Enda Kenny. À la suite de la victoire de Kenny dans une motion de confiance, O'Dowd est nommé porte-parole du parti pour l'éducation et les compétences.
Le 10 mars 2011, il est nommé ministre d'État au ministère de l'Environnement, des Communautés et des Gouvernements locaux et au ministère des Communications, de l'Énergie et des Ressources naturelles, avec une responsabilité particulière pour le projet NewEra,. Il est démis de ses fonctions de ministre d'État lors d'un remaniement en juillet 2014.
Le 27 novembre 2023, O'Dowd annonce qu'il ne se représente pas aux prochaines élections générales.

## Vie privée
O'Dowd vit à Drogheda et est marié à Agnes O'Dowd ; ils ont trois fils. Il est le frère de Niall O'Dowd, éditeur du journal Irish Voice à New York. Un autre frère, Michael O'Dowd, se présente contre lui pour Renua aux élections générales de 2016.